# 王久艳
王久艳（1977年5月13日—），中国女子曲棍球运动员。她曾代表中国参加2000年夏季奥林匹克运动会曲棍球比赛，获得第五名。她也参加了1998年和2002年亚洲运动会，共收获一枚金牌和一枚铜牌。